# ایجا اندرسون
ایجا اندرسون (انگلیسی: Ijah Anderson؛ زادهٔ ۳۰ دسامبر ۱۹۷۵) بازیکن فوتبال اهل بریتانیا است.
از باشگاه‌هایی که در آن بازی کرده‌است می‌توان به باشگاه فوتبال تاتنهام هاتسپر، باشگاه فوتبال سوانزی سیتی، باشگاه فوتبال ساوتند یونایتد، باشگاه فوتبال بریستول راورز، باشگاه فوتبال هارلو تاون، باشگاه فوتبال برنتفورد، باشگاه فوتبال لوس، و باشگاه فوتبال وایکام واندررز اشاره کرد.